# نيان (بجستان)
نیان (بالفارسية: نیان) هي قرية تقع في إيران في قسم بجستان الريفي. يقدر عدد سكانها بـ 173 نسمة بحسب إحصاء 2016.